# Dorfkirche Nieska

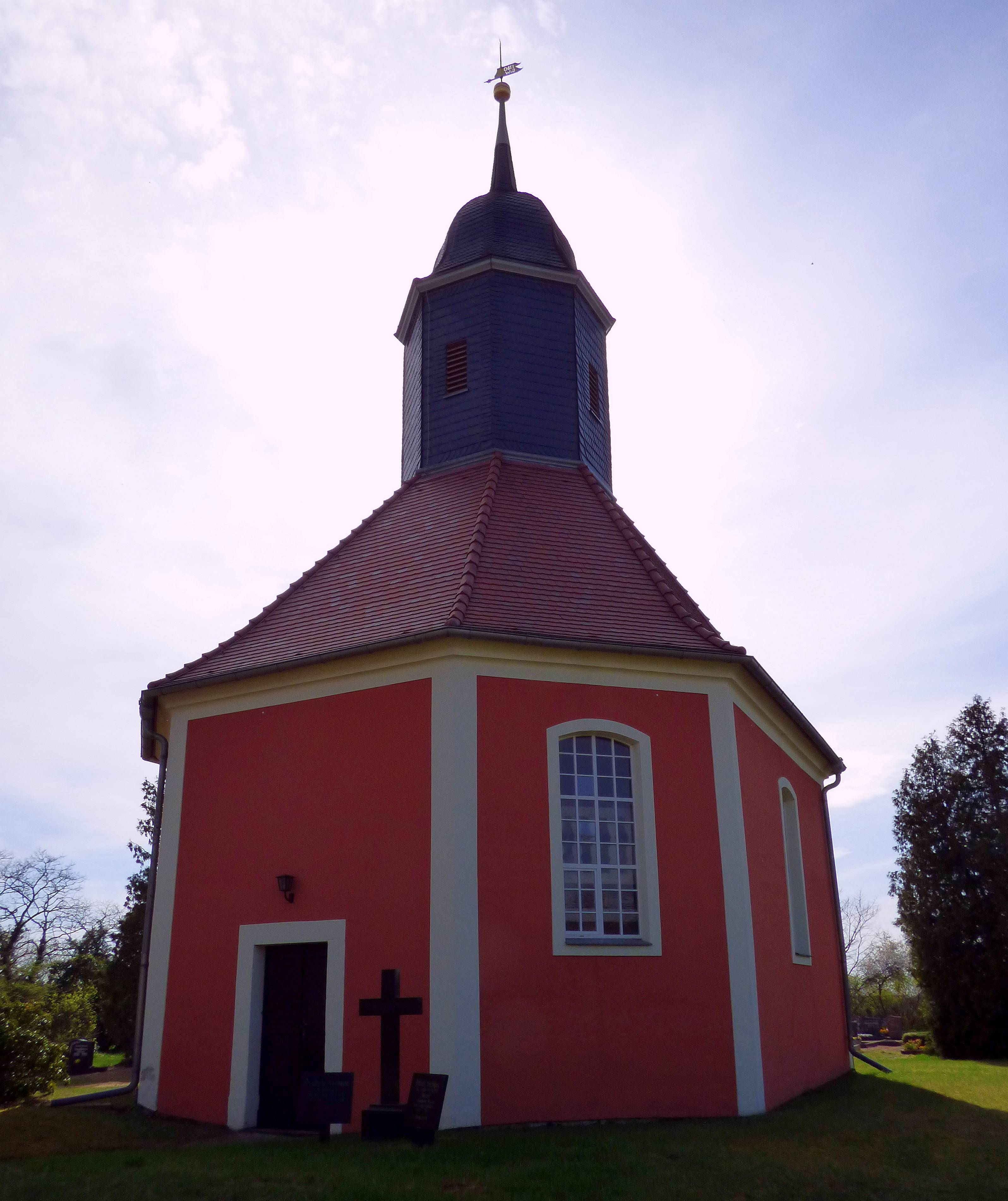
Dorfkirche Nieska

Die evangelisch-lutherische Dorfkirche Nieska ist ein denkmalgeschütztes Kirchengebäude in Nieska, einem Ortsteil der Kleinstadt Gröditz im Norden des sächsischen Landkreises Meißen. Das in der Mitte des 18. Jahrhunderts im barocken Stil nach Vorbild der Dresdner Frauenkirche errichtete Bauwerk ist mit einem angrenzenden Friedhof im Ortszentrum zu finden.

## Geschichte

Grafik der Nieskaer Dorfkirche (1914)

Bereits im 15. Jahrhundert ist urkundlich in Nieska eine Kirche erwähnt, welche in Lichtensee eine Filialkirche besaß. Lichtensee wurde allerdings bereits unmittelbar nach der Reformation der Kirche in Streumen zugeordnet. Im Laufe der Jahrhunderte wechselte dann die kirchliche Zugehörigkeit von Nieska und sie wurde der Kirche in Nauwalde zugeordnet. Einige Zeit war sie aber auch selbst wieder Pfarrkirche und besaß eigene Filialkirchen, wie Spansberg und Tiefenau.
Die heute in Nieska bestehende Kirche wurde in den Jahren von 1750 bis 1751 unter Leitung und vermutlich auch nach den Plänen des Pfarrers Christian Gottfried Tzschiedrich im barocken Stil erbaut. Ein hier befindlicher Vorgängerbau wurde zuvor abgerissen. Als Vorbild für die Kirche diente die Dresdner Frauenkirche. In den Jahren 1840 und 1841 wurde das Bauwerk noch einmal erneuert. Eine Innenrenovierung der Kirche erfolgte 1951. Weitere Restaurierungsmaßnahmen gab es ab dem Jahre 1979, welche bis in die Gegenwart nicht vollständig beendet sind und zum Teil von der holländischen Partnergemeinde unterstützt werden. Die Außensanierung konnte in den Jahren 2008 bis 2010 abgeschlossen werden.
In der Gegenwart bildet Nieska mit den Kirchgemeinden Frauenhain, Gröditz, Nauwalde, Spansberg, Merzdorf und Koselitz den Pfarrbereich Gröditz.
Die Nieskaer Kirche steht inzwischen mitsamt ihrer Ausstattung unter Denkmalschutz.

## Baubeschreibung

Grundriss der Kirche (1914)

Die Nieskaer Kirche ist ein mit einem Zeltdach versehener verputzter Bruchsteinbau. Der langgestreckte oktogonale Saalbau besitzt einen ebenfalls oktogonalen Turm in Form eines Dachreiters, welcher eine schiefergedeckte Schweifhaube hat. An seiner Spitze ist eine Wetterfahne zu finden, welche mit den Initialen des Stifters Graf Wackerbarth (Besitzer der Grundherrschaft Zabeltitz) und der Jahreszahl 1750 verziert wurde.

## Ausstattung
Das Innere der Kirche ist flach gedeckt. Sie ist an drei Seiten mit eingeschossigen Emporen versehen. Weiters ist ein aus Holz gefertigter barocker Kanzelaltar mit einer ist recht derb gestalteten Kanzelbrüstung zu finden, der eine starke Ähnlichkeit mit dem Altar in der Spansberger Kirche aufweist. Der Spansberger Kanzelaltar war wie die Nieskaer Kirche ebenfalls in der Mitte des 18. Jahrhunderts entstanden. An beiden Seiten des Altars sind Logeneinbauten, sogenannte Betstübchen, zu finden.

## Orgel
Die heute in der Kirche vorhandene Orgel stammt aus dem Jahre 1862. Das Instrument wurde vom Großenhainer Orgelbauer Gottlob Heinrich Nagel (1805–1883) geschaffen. Die Orgel verfügt über sieben Register auf einem Manual und Pedal.
Die Disposition lautet wie folgt:
| I Manual C–f3 |    |
| Principal     | 8′ |
| Gedackt       | 8′ |
| Flöte         | 8′ |
| Principal     | 4′ |
| Rohrflöte     | 4′ |
| Spitzflöte    | 2′ |

| Pedal C–c1   |    |
| Principalbaß | 8′ |

- Koppel: I/P

## Mahnen und Gedenken
In unmittelbarer Nähe der Kirche befindet sich in einer parkähnlich gestalteten Grünanlage auf einem Stampfbetonsockel ein Gefallenendenkmal in Form einer Granitstele. Das mit einer Inschrift versehene Denkmal erinnert an die im Ersten Weltkrieg gefallenen Dorfbewohner der Gemeinde Nieska.
Eine später daran befestigte Gedenktafel aus Granit ist mit den Namen der im Zweiten Weltkrieg gefallenen und vermissten Dorfbewohner versehen. Das Gefallenendenkmal befindet sich, wie die Kirche, unter Denkmalschutz.
Unmittelbar vor der Kirche ist die Grabstätte des einstigen Pfarrers von Nauwalde, Nieska, Tiefenau und Spansberg Albert Seeliger (1886–1952), welcher hier von 1926 bis 1952 wirkte und der Kantorin Elisabeth Seeliger (1903–1989) zu finden.

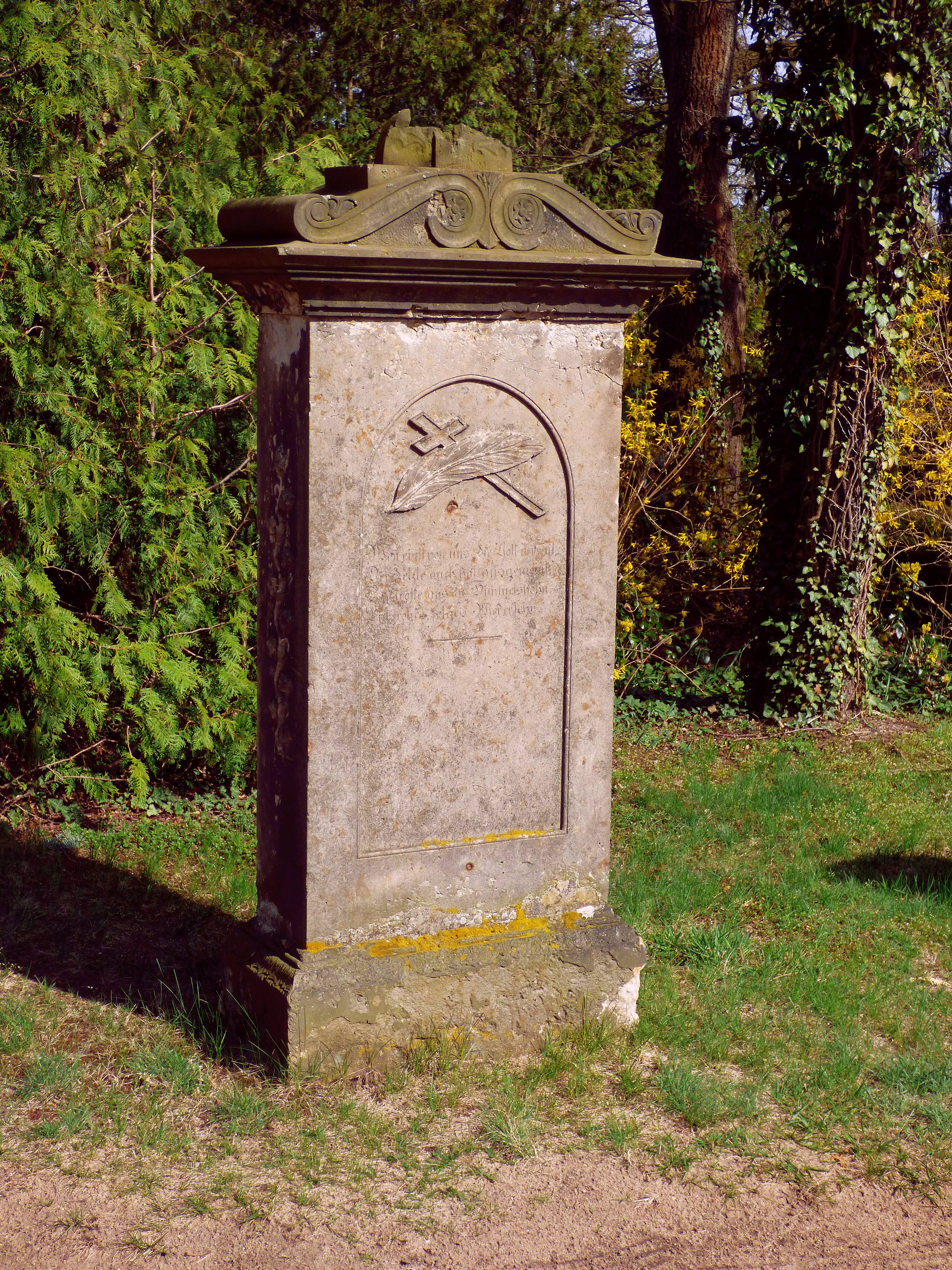
Altes Grabmal
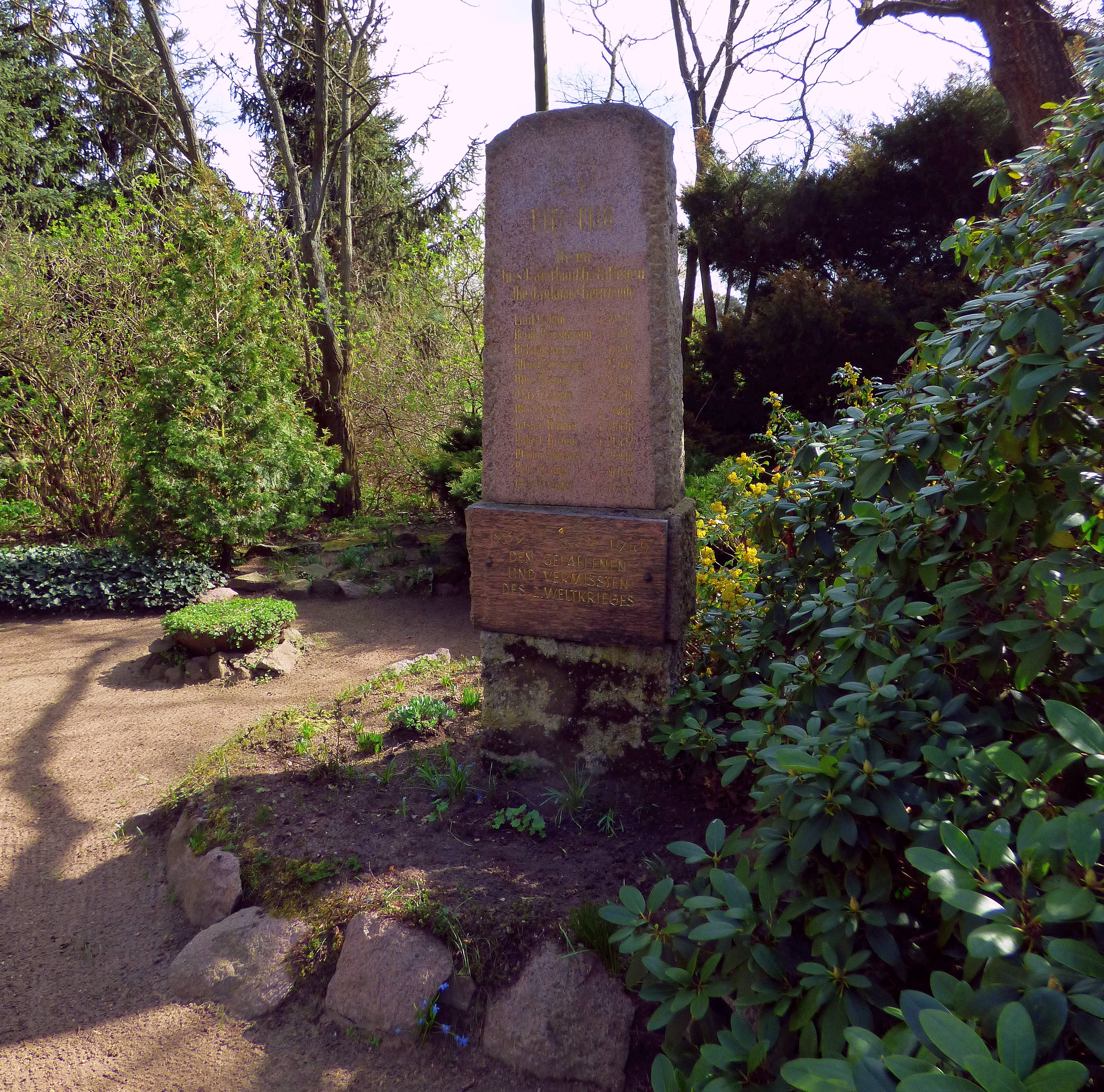
Gefallenendenkmal
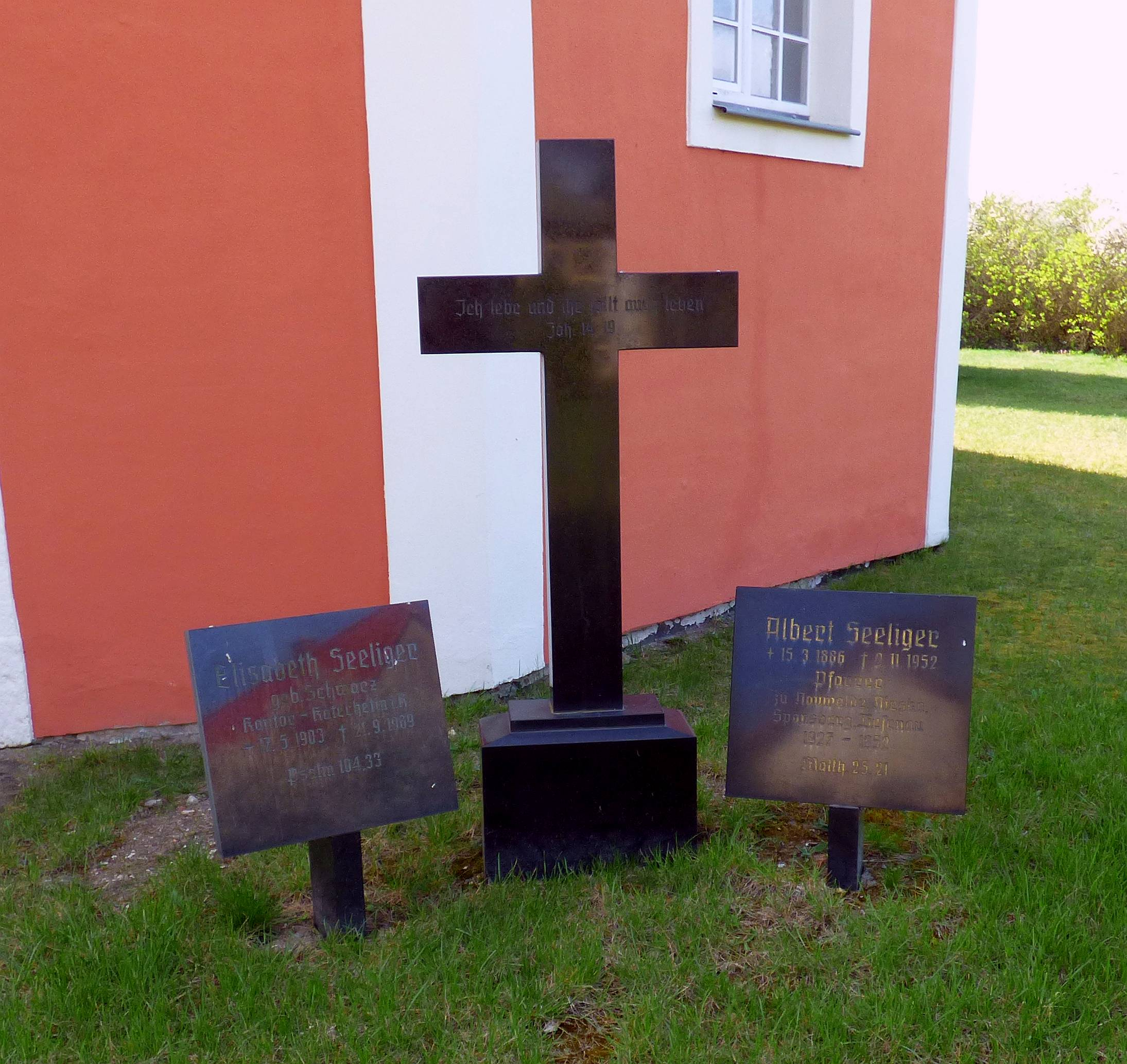
Grabstätte des Pfarrers Albert Seeliger
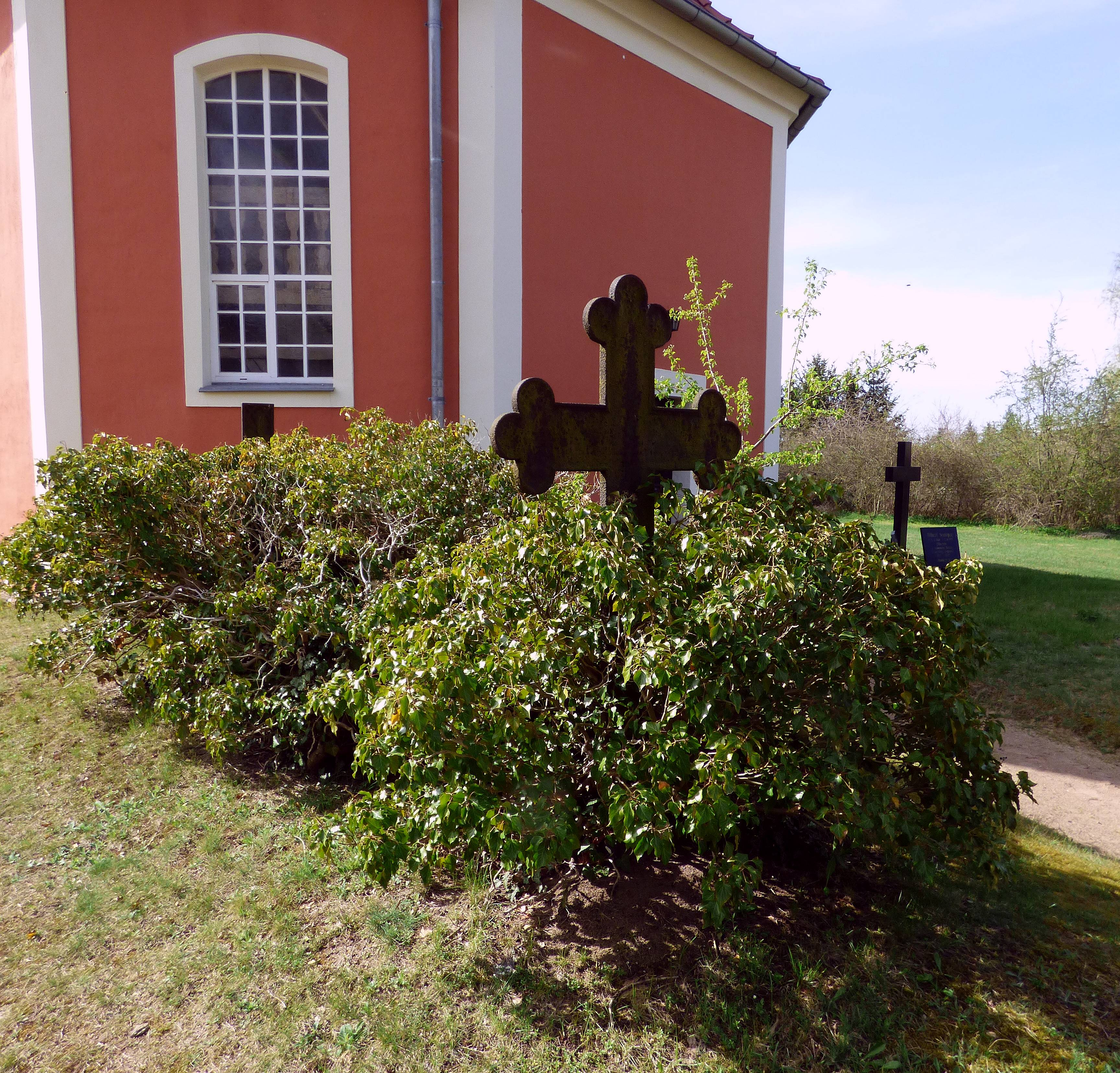
Grabkreuze vor der Kirche